# Esomus longimanus
Cá lòng tong bay (Danh pháp khoa học: Esomus longimanus) là một loài cá nước ngọt trong họ cá chép (Cyprinidae) bản địa của châu Á. Ở Việt Nam, chúng được ghi nhận là có phân bố ở vùng Đồng bằng sông Cửu Long. Chúng còn được gọi là cá lòng tong sắt.

## Đặc điểm
Cá lòng tong bay là loại cá lòng tong con rất nhỏ, mình hơi giẹp, vảy nhỏ, hai vi trước dài, chúng quá nhỏ và nhiều xương, thường ăn mồi trên mặt nước thành từng bầy, hể gặp tiếng động ghe xuồng bơi gần hoặc ếch nhái rắn chuột chạy ngang, chúng vụt nhảy cao lên khỏi mặt nước như muốn bay lên, hoặc phóng tới phía trước. 

## Cá mồi
Ở miền Tây, trước đây, cá tôm nhiều nên ít ai bắt cá lòng tong bay để ăn. Thường thường dân quê hay câu cá bằng mồi cá lòng tong bay, cá lòng tong mương thấy miếng thiếc lấp lánh tưởng cá lòng tong bay nên chúng nhào theo và cắn miếng mồi giả này và dính câu. 